# Bernardo de' Dominici

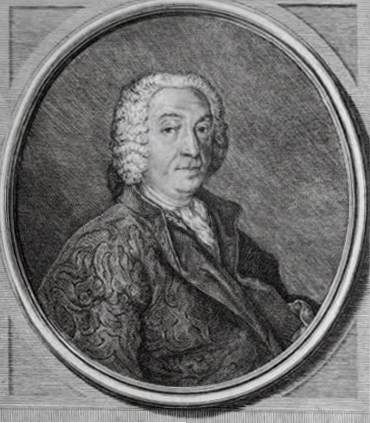
Bernardo de' Dominici

Bernardo de' Dominici (1683-1759) fue un historiador del arte italiano y pintor de finales del periodo barroco, activo principalmente en Nápoles, pintando paisajes, marinas, vedute, y escenas de género características de los bambochantes. Fue alumno del pintor Mattia Preti y del pintor alemán de paisajes boscosos, Franz Joachim Beich. 

## Historia del arte de Nápoles
En 1727, Dominici publicó una biografía de Luca Giordano.
Dominici es conocido sobre todo como el Vasari napolitano, después de publicar en 1742 una colección de tres volúmenes, amplia y no exenta de errores, de breves biografías de artistas napolitanos: Vite dei Pittori, Scultori, ed Architetti Napolitani.
Relata las carreras de los artistas de la escuela napolitana, entre ellos:

### Volumen I
- 1. Giovanni Antonio di Amato; págs. 320-326.
  2. Angiolillo (Roccaderamo); págs. 151-154.
  3. Antonio Bamboccio; págs. 142-150.
  4. Buono de' Buoni y su hijo, Silvestro; págs. 186-197.
  5. Andrea Ciccione; págs. 87-96.
  6. Belisario Corenzio; págs. 292-318.
  7. Pietro y Polito del Donzello; págs. 155-167.
  8. Gasparo Ferrata; págs. 206-209.
  9. Agnolo Aniello Fiore; págs. 168-171.
  10. Colantonio del Fiore; págs. 96-109.
  11. Agnolo Franco; págs. 109-115.
  12. Maestro Gennaro di Cola y Maestro Stefanone; págs. 72-80.
  13. Maestro Mino; págs. 204-205.
  14. Guglielmo Monaco; págs. 206-209.
  15. Giovanni Francesco Mormando 71-77.
  16. Masuccio Primo; págs. 17-27.
  17. Matteo Sanese; págs. 116-118.
  18. Giacomo de Santis; págs. 80-83.
  19. Masuccio Segondo; págs. 35-63.
  20. Carlo Sellitto; págs. 248-249.
  21. Maestro Simone; págs. 64-72.
  22. Francesco di Maestro Simone; págs. 84-86.
  23. Maestro Simone Pappa il vecchio; págs. 172-176.
  24. Antonio Solario (lo Zingaro); págs. 118-141.
  25. Pietro y Tommaso de' Stefani; págs. 1-16.
  26. Pippo (Filippo) Tesauro; págs. 27-35.
  27. Tesauro; págs. 197-204.
  28. Raimo Epifamio Tesauro;págs. 211-216.
  29. Nicola di Vito; págs. 177-185.

### Volumen II
- 1. Giuseppe Agelio; págs. 241-244.
  2. Gabriello d'Agnolo; págs. 65-70.
  3. Giovanni Antonio di Amato il giovane; págs. 52-58.
  4. Pompeo dell' Aquila; págs. 163-167.
  5. Ambrogio Attendolo; pág. 150.
  6. Giovanni Battista Anticone; págs. 237-240.
  7. Girolamo d'Arena;
  8. Pietro d'Arena; págs. 163-167.
  9. Pietro Asesa; págs. 241-244.
  10. Domenico Auria o D'Auria; págs. 166-192.
  11. Giovanni Bernardino Azzolini; págs. 163-167.
  12. Giovanni Baglione; pág. 151.
  13. Dionisio di Bartolomeo; págs. 95-101.
  14. Domenico de Benedittis; págs. 241-244.
  15. Silvestro Bruno (Buono); págs. 219-22.
  16. Annibale Caccavello (Caccabello); págs. 136-142.
  17. Cesare Calense; págs. 152.
  18. D. Girolamo Capece; págs. 143-149.
  19. Antonio Capolongo; págs. 163-167.
  20. Francesco Сарuto; págs. 237-240.
  21. Marco Cardisco también conocido como Marco Calabrese;  págs. 59-62.
  22. Lionardo Castellani; págs. 163-167.
  23. Giovanni Filippo Crescione; págs. 163-167.
  24. Giovanni Filippo Criscuolo; pág. 152.
  25. Mariangiola Criscuolo; págs. 327-330.
  26. Giovanni Battista Cavagni; págs. 95-101.
  27. Giacomo Cosentino; pág. 153.
  28. Giovanni Angelo Criscuolo; págs. 154-162.
  29. Giovanni Filippo Criscuolo; págs. 154, 174-165 (sic).
  30. Francesco Curia; págs. 205-211.
  31. Giovanni Vicenzo Corso;  págs. 63-64.
  32. Fra Giulio Cesare Falco; pág. 150.
  33. Antonio Fiorentino; págs. 95-101.
  34. Vincenzo Forlì; págs. 163-167.
  35. Mommetto Greuter; págs. 163-167.
  36. Sigismondo di Giovanni; págs. 95-101.
  37. Francesco Imparato; págs. 143-149.
  38. Girolamo Imparato; págs. 212-218.
  39. Giovanni Bernardo Lama; págs. 114-126.
  40. Pompeo Landulfo; págs. 114-126.
  41. Matteo da Lecce; pág. 151.
  42. Pirro Ligorio; págs. 168-173.
  43. Battista Loca; págs. 163-167.
  44. Giacomo Manecchia; págs. 163-167.
  45. Ferdinando Manlio; págs. 95-101.
  46. Alessandro Martucci; pág. 151.
  47. Cola della Matrice; págs. 143-149.
  48. Marco Mazzaroppi; págs. 163-167.
  49. Giovanno Merliano (Giovanno da Nola);  págs. 1-33.
  50. Vincenzo della Monica; págs. 95-101.
  51. Giovanni Battista Nasoni; pág. 153.
  52. Marco Antonio Nicotera; pág. 152.
  53. Pietro Nigrone Calabrese; págs. 127-135.
  54. Onofrio Palomea; págs. 241-244.
  55. Pietro Paolo Ponzo; pág. 152.
  56. Simon Papa il giovane; págs. 127-135.
  57. Bartolomeo Pettinato; págs. 237-240.
  58. Pietro dell Piata; págs. 109-113.
  59. Marco di Pino da Siena; págs. 193-204.
  60. Antonio Pizzo; pág. 152.
  61. Scipione Pulzone da Gaeta (Scipione Gaetano); págs. 168-173.
  62. Aniello Redito; págs. 237-240.
  63. Giovanni Battista Rossi; págs. 237-240.
  64. Muzio Rossi; págs. 241-244.
  65. Nunzio Rossi; págs. 143-149.
  66. Giovanni Pietro Russo; pág. 150.
  67. Francesco Ruvviale; págs. 143-149.
  68. Andrea del Salerno; págs. 33-51.
  69. Novello da San Luciano; págs. 65-70.
  70. Girolamo Santacroce; págs. 80-95.
  71. Fabrizio Santafede; págs. 223-236.
  72. Francesco Santafede; págs. 143-149.
  73. Orazio Scoppa; págs. 241-244.
  74. Girolamo Siciolante da Sermoneta; págs. 127-135.
  75. Nicoló di Simone; págs. 241-244.
  76. Agnolo Sole; págs. 209-211.
  77. Pietro Francione Spagnuoli; págs. 143-149.
  78. Giovanni Tomasso Splano; pág. 152.
  79. Dezio Termisano; págs. 163-167.
  80. Cesare Turco; págs. 102-108.
  81. Padre Giuíeppe Valeriano (jesuita); págs. 168-173.
  82. Andrea di Vito; págs. 237-240.

### Volumen III
- 1. Battistello Caracciolo
  2. Bernardo Cavallino
  3. Francesco Cozza
  4. Domenico Gargiulo
  5. Artemisia Gentileschi
  6. Corrado Giaquinto
  7. Tommaso Giaquinto
  8. Luca Giordano
  9. Andrea de Lione
  10. José de Ribera
  11. Pacecco de Rosa
  12. Francesco Solimena
  13. Giovanni Battista Spinelli
  14. Massimo Stanzione